# Абдулазиз-хан (Аштарханид)
Абдулазиз-хан (1614—1683) — узбекский правитель из династии Джанидов (Аштарханидов) в Бухарском ханстве. Правил в 1645—1681 годах.

## Правление
Отец Абдулазиз-хана Надир Мухаммад-хан правил недолго. Вследствие проведения непопулярной политики увеличение налогов привело к недовольству простого населения страны. В результате Надир Мухаммад-хан вынужден был бежать в Балх, однако здесь против него восстали даже его сыновья. Надир Мухаммад-хан не смог подавить мятеж, который принял угрожающие размеры. Ему пришлось призвать на помощь бабурида Шах-Джахана (1627—1658).
Вскоре бухарскому хану стало известно, что истинная цель войск из Индии — оккупация части территории Бухарского ханства и пленение его самого. Тем временем в Ходженде Назарбай, бывший эмиром при дворе Надира Мухаммад-хана, убил им же назначенного Санджар-султана. Ханом был провозглашён Абдулазиз (1645—1681), который возглавил борьбу против войск Индии и Ирана.
Двухлетняя война закончилась поражением войск Шах-Джахана. Надир Мухаммад вынужден был бежать в Иран к сефевидам. Власть полностью перешла к его сыну Абдулазиз-хану.
В 1660—1680 годах Бухарское ханство подвергалось походам правителей Хорезма — Абулгази-хана и Ануша-хана.
По наблюдению польского посла в Иране, Абдулазиз-хан «был человеком учёным, в различных науках, и в особенности в математике. Кроме того, полон мужества; он часто давал почувствовать персам силу своей руки».
В первое десятилетие правления Абдулазиз-хана большим влиянием пользовался хаким Самарканда Ялангтуш Бахадур (1645—1656)..

## Внешняя политика
В 1669 году Абдулазиз-хан отправил посольство во главе с муллой Фаррухом в Россию к царю Алексею Михайловичу.
В ответ в 1670 году в Бухару было отправлено российское посольство во главе с братьями Пазухиными.
Аштарханиды поддерживали дипломатические связи и с Османской империей, в 1673 году послы Абдулазиз-хана были приняты в Стамбуле.
Как отмечают исследователи, дипломатические способности Абдулазиз-хана были признаны и он пользовался уважением в Хиве, Стамбуле, Исфахане и Дели.

## Политика в области культуры
При правлении Абдулазиз-хана были построены медресе его имени, медресе Валидаи Абдулазиз-хана в Бухаре и медресе Тилля-Кари в Самарканде. Бухарцы характеризовали его как «храброго, великодушного хана, любителя науки». Им была собрана библиотека из красивых рукописей.

## Историки и поэты эпохи Абдулазиз-хана
История Абдулазиз-хана освещена в трудах историков, одним из которых был Ходжамкули-бек Балхи. Известным узбекским поэтом этой эпохи был Турды, он был выходцем из узбекского рода юз. Учился в медресе Бухары. Служил при дворе Абдулазиз-хана. Турды писал на узбекском и персидском языках (под литературным псевдонимом Фараги). Много путешествовал. Турды призывал к объединению разобщённых узбекских племён:
Хоть народ наш разобщён, но ведь это всё узбеки
девяносто двух племён.
Называемся мы разно, — кровь у всех одна -
Мы один народ, и должен быть у нас один закон.
Полы, рукава и ворот — это всё — один халат,
Так един народ узбекский, да пребудет в мире он.

## Отречение от власти
Согласно сведениям из исторического источника «Тарихи Кыпчак-хани» Хаджамкули Балхи, приблизительно четыре года между братьями Субханкули-ханом и Абдулазиз-ханом продолжалась распря. Страны Мавераннахра и Балха по причине набегов хорезмцев и казахов пришли на грань гибели.
Абдулазиз-хан пожаловал Балх своему брату, который управлял уделом до 1680 года.

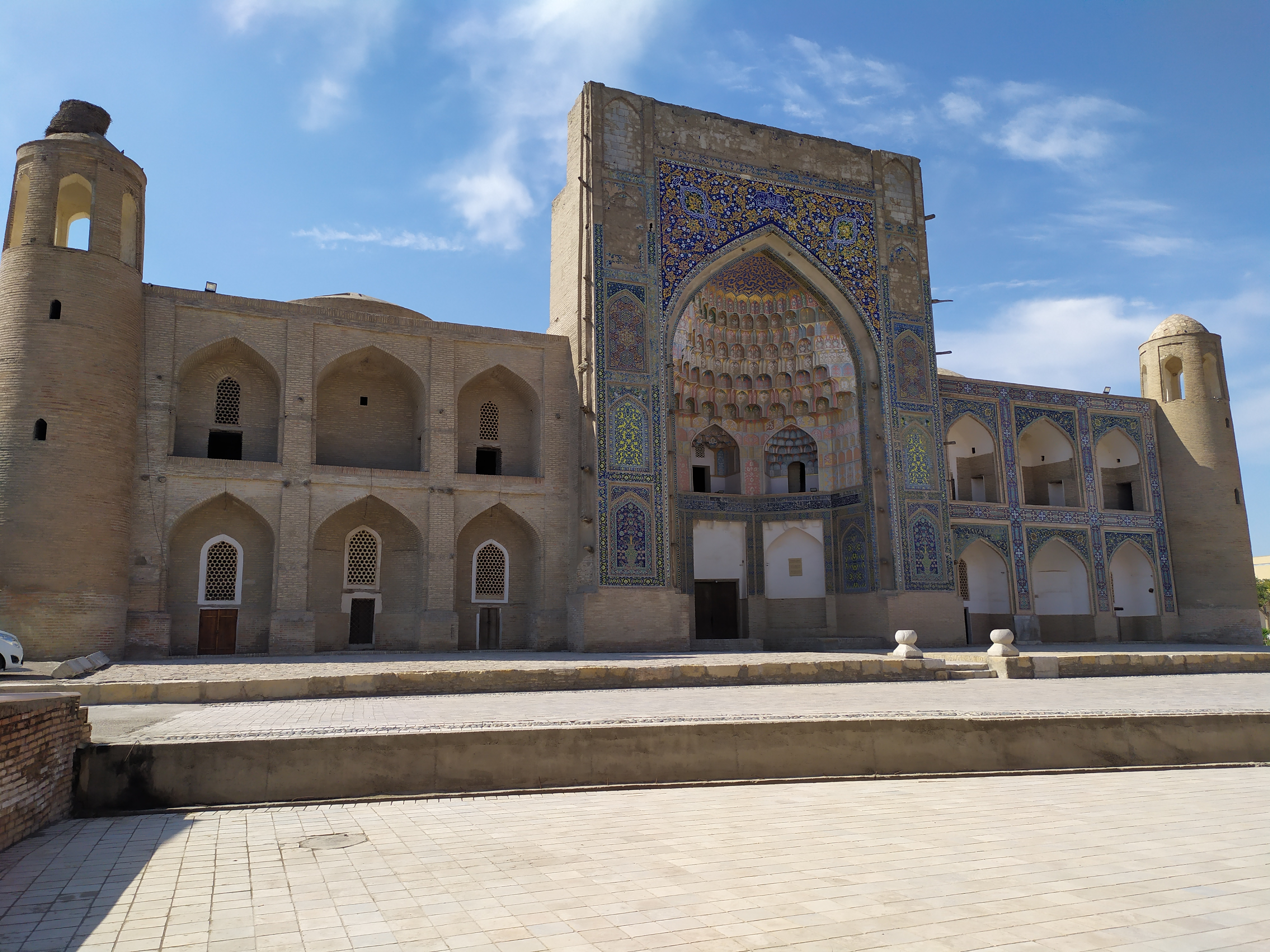
медресе Абдулазиз-хана в Бухаре

В 1681 году Абдулазиз-хан отказался от престола в пользу своего брата Субханкули-хана (1681—1702). Сам он решил направиться в хадж через территорию государства Сефевидов в Иране.
В июне 1681 года его торжественно встречал сефевидский шах Солейман Сефи. Как описывают современники: «От дворца Кухкана на расстоянии больше мили, вдоль дороги, по которой Абдулазиз-хан должен был пройти, рядами были расставлены барабанщики и дудочники, все наряжённые, друг против друга, и ещё часть конников, тоже великолепно одетых. К концу этой дороги были расстелены ценные ковры из шёлка с золотом и серебром…». Несколько позже «…оба правителя сели на лошадей, и Абдулазиз-хан ехал впереди. Перед ними шли четыре лакея, одетые в золотые и серебряные ткани. Снаряжение запасных лошадей было великолепное, уздечки были унизаны жемчугом, рубинами и другими драгоценными камнями. Луки седла были из листового золота; ничего не могло быть прекраснее. Всё происходило за счёт короля Персии. Абдулазиз-хан был одет в плохое холщовое платье, изнутри и снаружи белое…»

## Абдулазизхан в литературе
Абдулазизхан является главным героем произведения поэта Хуррами — «Ал-Ошик рисолаи равзати Хуррамий». Работа написана в 1836/37 году и посвящена Абдулазизхану.

## Смерть
Абдулазиз-хан скончался в 1683 году во время хаджа в Мекке. Был похоронен рядом с другими Аштарханидами Имамкули-ханом и Надир Мухаммад-ханом.